# Popis sustava za upravljanje relacijskim bazama podataka

## Često korištene baze podataka

### Baze otvorenog koda
- MySQL
- PostgreSQL
- Cloudscape
- Firebird
- HSQLDB
- Ingres
- MaxDB
- MonetDB
- SQLite
- tdbengine

### Komercijalne baze podataka
- Oracle
- IBM DB2
- Informix
- InterBase
- Microsoft SQL Server
- Progress